# Manfred Mann
I Manfred Mann sono stati un gruppo musicale rock britannico attivo negli anni sessanta nell'ambito del fenomeno musicale British invasion.
Il gruppo è conosciuto soprattutto per alcune cover di particolare interesse, come quelle dei brani di Bob Dylan Just Like a Woman, del 1966, incluso nell'album Blonde on Blonde, e Quinn the Eskimo (Mighty Quinn), composto nell'anno successivo e inserito in The Basement Tapes, che nella loro versione raggiunse i primi posti nelle hit parade (segnatamente raggiunse il primo posto nelle Official Singles Chart il 14 febbraio 1968 rimanendovi per due settimane).

## Storia
Hanno preso il nome dal loro fondatore, il tastierista di origine sudafricana Manfred Mann (all'anagrafe Manfred Sepse Lubowitz, nato a Johannesburg il 21 ottobre 1940).
Band in origine conosciuta con il nome di Mann-Hugg Blues Brothers, ha inciso per diverse etichette discografiche: HMV, EMI Records, Capitol Records, Fontana Records, Ascot e Mercury Records, negli Stati Uniti.
Ospiti nel 1964 e nel 1965 del Festival di Reading e Leeds, sono fra gli artisti che hanno partecipato allo spettacolo televisivo Top of the Pops.
Dal gruppo originale sono derivate negli anni settanta altre band conosciute con nomi diversi: Manfred Mann Chapter Three, Manfred Mann's Earth Band, The Blues Band, The Manfreds.
Il band-leader Manfred Mann non ha fatto mistero della propria opinione riguardo al senso del successo visto in chiave di popolarità, tanto da dichiarare in proposito:
(Citato in The Sociology of Rock di Simon Frith, 1978, ISBN 0-09-460220-4.)
Hanno collaborato, fra gli altri, con la cantante Carole King, con il chitarrista e compositore Trevor Rabin, con il batterista Gavin Harrison e con gli Uriah Heep (il solo Manfred Mann, nel 1971, per l'album Look at Yourself).

### Inizi (1962-1963)
Il gruppo fu fondato a Londra nel dicembre 1962 con il nome di Mann-Hugg Blues Brothers dal tastierista Manfred Mann e dal batterista e suonatore di vibrafono Mike Hugg.
Nato al di fuori del circuito blues britannico (British Blues) che si stava in quegli anni sviluppando nei club londinesi (da cui avrebbero preso avvio anche le carriere di gruppi come Rolling Stones e Yardbirds), era completato da Mike Vickers come prima chitarra elettrica, Dave Richmond al basso elettrico e dal cantante Paul Jones, originario di Portsmouth, che suonava anche l'armonica a bocca.
Il nome della band – la cui musica si caratterizzava per il suono originale sviluppato dalle tastiere di Mann e dal suadente canto di Jones, occasionalmente arricchito dall'apporto di una sezione di ottoni – venne cambiato in quello di Manfred Mann & The Manfreds e poi ancora semplicemente in Manfred Mann. Accadde nel marzo 1963 in coincidenza con la firma del primo contratto, con la HMV.
Fu proprio un produttore della casa discografica a suggerire il cambio di nome definitivo, appena prima del debutto discografico che avvenne in luglio del 1963 con un singolo registrato negli Abbey Road Studios contenente un brano strumentale jazzy intitolato Why Should We Not?, che tuttavia non raggiunse le classifiche di vendita, così come accade poi al successivo, contenente questa volta un brano vocale, Cock-A-Hoop.

### Primi successi (1964 - 1965)
Nel 1964 ai musicisti fu chiesto di scrivere una nuova canzone per il programma televisivo musicale della ITV Ready Steady Go!. Essi risposero con 5-4-3-2-1 che, con l'aiuto del passaggio televisivo, salì al quinto posto delle classifiche del Regno Unito. Poco tempo dopo la registrazione del disco, Richmond lasciò la band per essere rimpiazzato da Tom McGuinness (fu quello il primo di molti cambi nella formazione originale del gruppo).
Dopo un altro hit di propria composizione - Hubble Bubble (Toil And Trouble) - i Manfred Mann pubblicarono altri successi, come ad esempio Do Wah Diddy Diddy, cover di un brano minore delle Exciters. 
Il disco raggiunse il top sia nelle chart del Regno Unito Official Singles Chart per due settimane che in quelle di Canada, USA Billboard Hot 100 per due settimane (va annotato incidentalmente che la versione delle Exciters si posizionò in USA solo al 78º posto) e Svezia, la quarta posizione in Germania e Norvegia e la sesta in Olanda.
Durante il 1965, il gruppo continuò ad incidere proprie canzoni e cover di altri musicisti mentre lo stile andava lentamente mutando per passare da quello prevalentemente blues ad un ibrido pop-soul in grado di garantire una maggiore popolarità ed un maggiore successo.
Non a caso a metà degli anni sessanta i Manfred Mann iniziarono a incidere loro versioni di canzoni di Bob Dylan, fra cui uno dei brani maggiormente poetici (e politici) del cantautore di Duluth, With God on Our Side, servito come traccia di un EP campione di vendite. Raggiunsero tra l'altro il secondo posto nelle classifiche USA con la controversa If You Gotta Go, Go Now, bandita o almeno parzialmente censurata da numerose emittenti radiotelevisive. 
Questi i musicisti che si sono alternati nella formazione dei Manfred Mann:
- Manfred Mann - tastiere (1962—1969)
- Mike Hugg - batteria, vibrafono, tastiere (1962—1969)
- Dave Richmond - basso elettrico (1962—1964)
- Mike Vickers - chitarra elettrica, sax alto, flauto - (1962—1965)
- Paul Jones - canto, armonica a bocca (1962—1966)
- Tom McGuinness - chitarra, basso (1964—1969)
- Jack Bruce - basso (1965—1966)
- Klaus Voorman - basso (1966—1969)
- Mike d'Abo - canto, tastiere (1966—1969)
- Glyn Thomas - batteria (nei Mann Hugg Blues Brothers 1960 — 1962)
- Tony Smith - basso (nei Mann Hugg Blues Brothers 1960 — 1962)

Salirono al terzo posto nel Regno Unito con il singolo Sha La La, eseguita poi in special televisivi (in USA e Canada la canzone andò in dodicesima posizione). Poco prima che il singolo venisse distribuito, Paul Jones annunciò la sua decisione di lasciare il gruppo per affrontare una carriera da solista. Tutto sarebbe avvenuto, tuttavia, non prima che fosse rimpiazzato da altro cantante.

### Gli anni di Mike d'Abo (1966 - 1969)
Il cantante Paul Jones rimase con la band ancora per un anno, durante il quale Mike Vickers fu rimpiazzato da Jack Bruce dei Bluesbreakers di John Mayall. Jones fu sostituito da Mike d'Abo, in ballottaggio con Rod Stewart. È questa una delle rare occasioni in cui un gruppo musicale, pur cambiando il cantante, abbia mantenuto il medesimo successo.
Altri mutamenti riguardano Jack Bruce che lasciò per formare con Ginger Baker ed Eric Clapton i Cream e fu rimpiazzato da Klaus Voormann (per lungo tempo intimo dei Beatles), mentre Tom McGuinness passa alla chitarra. Per completare i cambiamenti, il gruppo mutò etichetta discografica, firmando un contratto con la Fontana Records.
Con d'Abo come vocalist, il gruppo perseguì un maggiore suono acustico soft, mutuando molto, specie nelle liriche, dallo stile surrealista di Bob Dylan. Il primo disco inciso per la Fontana Records fu non a caso la cover di un brano di Dylan, Just Like a Woman.
Nel 1967 il singolo Ha! Ha! Said the Clown arriva primo in Germania per due settimane, in Olanda per quattro settimane ed in Austria e secondo in Norvegia.
Dello stesso periodo è anche Semi Detachd Suburban Mr. James, piazzatasi al 5º posto nelle classifiche mentre lo strumentale Sweet Pea giunse solo al trentaseiesimo posto e la canzone So Long Dad non si inserì neppure fra le Top 50. Il terzo Number 1 fu nel 1968 un altro brano di Dylan, Quinn the Eskimo (The Mighty Quinn) (che giunse al terzo posto in Canada).
Frustrato dall'immagine di band buona solo per dischi singoli, il gruppo (i loro due ultimi album non entrarono in classifica), il gruppo si avviò allo scioglimento nel 1969 mentre il loro ultimo hit - Ragamuffin Man - si posizionava nella Top 10.

### Anni successivi

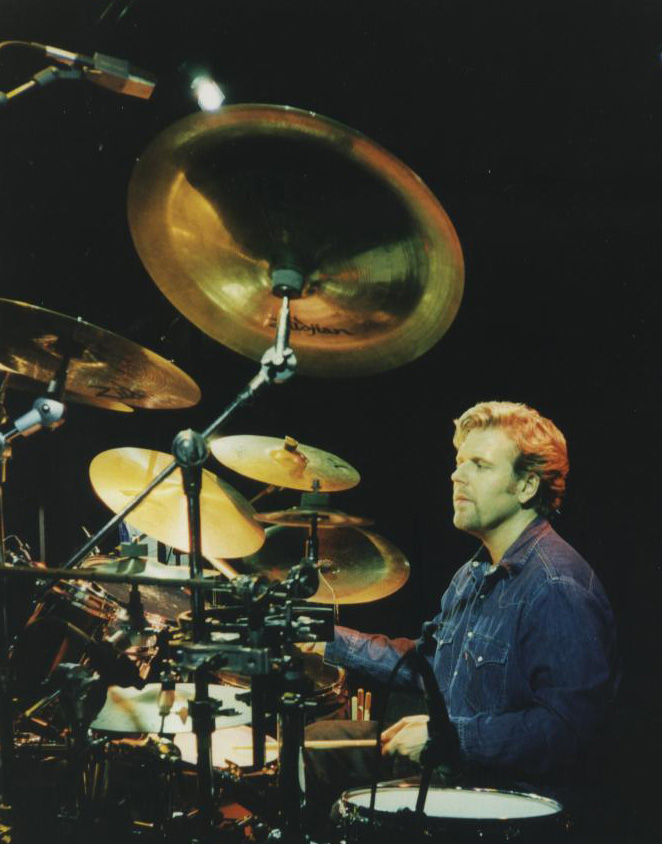
John Trotter, batterista della Manfred Mann's Earth Band dal 1996 al 2000

Dopo lo scioglimento Mann ha continuato l'attività di musicista dedicandosi alla composizione di jingle pubblicitari e rimanendo in contatto con i musicisti del gruppo base ex-Manfred Mann.
Con loro ha formato da principio i Manfred Mann Chapter Three (con Mike Hugg), una band sperimentale dal repertorio jazz rock. Questo gruppo ha avuto peraltro vita assai breve e dal 1971 è sfociato in un ulteriore nuovo gruppo chiamato Manfred Mann's Earth Band.
Negli anni settanta è stata questa la formazione di reduci dal gruppo originario ad avere maggiore fortuna, piazzando, nella Top Ten britannica, nel 1976, la cover di un brano di Bruce Springsteen, Blinded by the Light. Il medesimo brano nel febbraio dell'anno successivo ha raggiunto il primo posto nelle chart statunitensi di Billboard.
Nel 1990 gran parte dei musicisti che avevano dato vita al gruppo Manfred Mann - ma senza l'ex leader - si sono riuniti nuovamente con il nome di The Manfreds suonando un repertorio comprendente la vecchia produzione di successi degli anni sessanta, oltre ad alcuni brani strumentali jazz. In talune occasioni si sono uniti a loro l'ex cantante del gruppo, Paul Jones, e, al centro della formazione, Mike d'Abo. Nello stesso periodo, Jones e Tom McGuinness hanno fondato i The Blues Band. McGuinness era reduce da un'esperienza con i McGuinness Flint, gruppo fondato nel 1970 ma scioltosi nel 1975.

### "Hit" e "cover"
- da Bob Dylan, Just Like A Woman, If You Gotta Go Go Now, Father of day father of night e Quinn the Eskimo (The Mighty Quinn)
- da Joe Sentieri (autori originali: Mogol, testo, e Carlo Donida, musica), Uno dei tanti, con il testo inglese di Jerry Leiber e Mike Stoller e il titolo I (Who have nothing)
- I Put a Spell on You
- Beat-era: Sunny, Wild Thing, Getaway, With a Girl Like You, My Generation, I Can't Get No Satisfaction, I Got You Babe.

## Discografia

### Album
- 11 settembre 1964 - The Five Faces of Manfred Mann (His Master's Voice, CLP 1731)
- 15 ottobre 1965 - Mann Made (His Master's Voice, CLP 1911)
- 9 settembre 1966 - Mann Made Hits (His Master's Voice, CLP 3559)
- 21 ottobre 1966 - As Is (Fontana, TL/STL 5377)
- 13 gennaio 1967 - Soul of Mann  (His Master's Voice, CLP 3594)
- 23 febbraio 1968 - Up The Junction (colonna sonora) (Fontana, TL/STL 5460)
- 16 marzo 1968 - What a Mann (Fontana, SFL 13003)
- 28 giugno 1968 - Mighty Garvey!  (Fontana, TL/STL 5470)

### Raccolte
- 20 Years of Manfred Mann's Earth Band 1990
- Spotlight 1992
- The very best of Manfred Mann Vol 1 et 2 1993
- The very best of Manfred Mann 1994
- The best of Manfred Mann 1996
- The very best of Manfred Mann's Earth Band Re-mastered vol 1 1999
- The very best of Manfred Mann's Earth Band Re-mastered vol 2 2000
- The evolution of Manfred Mann 2003
- Blindin 2000
- Odds & Sods - Mis-Takes & Out-Takes 2005 (4 cd versions différentes, raretés)

### EP
- 1º maggio 1964 - Manfred Mann's Cock-A-Hoop (His Master's Voice, 7EG 8848)
- 6 novembre 1964 - Groovin' With Manfred Mann (His Master's Voice, 7EG 8876)
- 18 giugno 1965 - The One in the Middle (His Master's Voice, 7EG 8908)
- 17 dicembre 1965 - No Living Without Loving (His Master's Voice, 7EG 8922)
- 29 aprile 1966 - Machines (His Master's Voice, 7EG 8942)
- 17 giugno 1966 - Instrumental Asylum (His Master's Voice, 7EG 8949)
- 21 ottobre 1966 - As Was (His Master's Voice, 7EG 8962)
- 2 dicembre 1966 - Instrumental Assassination (Fontana, TE 17483)

### Singoli
- 26 luglio 1963 - Why Should We Not?/Brother Jack (His Master's Voice, POP 1189)
- 25 ottobre 1963 - Cock-A-Hoop/Now You're Needing Me (His Master's Voice, POP 1225)
- 10 gennaio 1964 - 5-4-3-2-1/Without You (His Master's Voice, POP 1252)
- 10 aprile 1964 - Hubble Bubble (Toil And Trouble)/I'm Your Kingpin (His Master's Voice, POP 1282)
- 10 luglio 1964 - Do Wah Diddy Diddy/What You Gonna Do? (His Master's Voice, POP 1320)
- 9 ottobre 1964 - Sha La La/John Hardy (His Master's Voice, POP 1346)

| Distribuzione     | Lato A                                                                                           | Lato B                      | Official Singles Chart | U.S. Singles Chart | Canadian Singles Chart | NZ Singles Chart 1966+ | Norway Singles Chart | Swedish Singles Chart |
| ----------------- | ------------------------------------------------------------------------------------------------ | --------------------------- | ---------------------- | ------------------ | ---------------------- | ---------------------- | -------------------- | --------------------- |
| 8 gennaio 1965    | "Come Tomorrow"                                                                                  | "What Did I Do Wrong"       | 4                      | 50                 | 20                     | -                      | -                    | -                     |
| 9 aprile 1965     | "Oh No, Not My Baby"                                                                             | "What Am I Doing Wrong"     | 11                     | 124                | -                      | -                      | -                    | -                     |
| 10 settembre 1965 | "If You Gotta Go, Go Now"                                                                        | "Stay Around"               | 2                      | -                  | -                      | -                      | -                    | 7                     |
| 15 aprile 1966    | "Pretty Flamingo"                                                                                | "You're Standing By"        | 1                      | 29                 | 2                      | 1                      | 3                    | 6                     |
| 1º luglio 1966    | "You Gave Me Somebody to Love" (distribuito dalla HMV Records quando il gruppo cambiò etichetta) | "Poison Ivy"                | 36                     | -                  | -                      | -                      | -                    | -                     |
| 29 luglio 1966    | "Just Like a Woman"                                                                              | "I Wanna Be Rich"           | 10                     | 101                | -                      | 3                      | -                    | 1                     |
| 21 ottobre 1966   | "Semi-Detached Suburban Mr James"                                                                | "Morning After the Party"   | 2                      | -                  | -                      | 3                      | -                    | 11                    |
| 23 marzo 1967     | "Ha! Ha! Said the Clown"                                                                         | "Feeling So Good"           | 4                      | -                  | -                      | 2                      | 2                    | 5                     |
| 5 maggio 1967     | "Sweet Pea"                                                                                      | "One Way"                   | 36                     | -                  | -                      | -                      | -                    | -                     |
| 25 agosto 1967    | "So Long, Dad"                                                                                   | "Funniest Gig"              | 52                     | -                  | -                      | 8                      | -                    | -                     |
| 12 gennaio 1968   | "Mighty Quinn"                                                                                   | "By Request – Edwin Garvey" | 1                      | 10                 | 3                      | 1                      | 2                    | 1                     |
| 23 febbraio 1968  | "Theme from "Up the Junction""                                                                   | "Sleepy Hollow"             | -                      | -                  | -                      | -                      | -                    | -                     |
| 7 giugno 1968     | "My Name is Jack"                                                                                | "There is a Man"            | 8                      | 104                | 27                     | 10                     | -                    | -                     |
| 29 novembre 1968  | "Fox on the Run"                                                                                 | "Too Many People"           | 5                      | 97                 | -                      | 1                      | 6                    | 10                    |
| 18 aprile 1969    | "Ragamuffin Man"                                                                                 | "A ‘B' Side"                | 8                      | -                  | -                      | 5                      | -                    | -                     |

## Discografia negli altri paesi

### Stati Uniti d'America

#### Album
| Distribuzione     | Titolo                           | U.S. Albums Chart | N. Catalogo.                     |
| ----------------- | -------------------------------- | ----------------- | -------------------------------- |
| 17 settembre 1964 | The Manfred Mann Album           | 35                | Ascot ALM 13015/ALS 16015        |
| 8 febbraio 1965   | The Five Faces of Manfred Mann   | 141               | Ascot ALM 13018/ALS 16018        |
| 13 settembre 1965 | My Little Red Book Of Winners!   | -                 | Ascot ALM 13021/ALS 15021        |
| 5 novembre 1965   | Mann Made                        | -                 | Ascot ALM 13024/ALS 16024        |
| 19 luglio 1966    | Pretty Flamingo                  | -                 | United Artists UAL 3549/UAS 6549 |
| 13 ottobre 1966   | Manfred Mann's Greatest Hits     | -                 | United Artists UAL 3551/UAS 6551 |
| 11 marzo 1968     | Up The Junction (colonna sonora) | -                 | Mercury SR 61159                 |
| 6 maggio 1968     | The Mighty Quinn                 | -                 | Mercury SR 61168                 |

### Italia

#### Album
- 1966 Mann made (La Voce del Padrone PSQ 017)
- 1967 Mann made hits (La Voce del Padrone PSQ 028)
- 1967 One way (Fontana 858 037 FPY)
- 1970 Manfred Mann Chapter three (Fontana 847 902)
- 1970 Manfred Mann Chapter three, volume two (Vertigo 6360 012)
- 1983 The best of Manfred Mann (Philips 9279 307)
- 1985 The very best of Manfred Mann 1963-1966 (EMI 54 4156511)
- 1988 Manfred Mann/The Animals (Il Rock-De Agostini n.15) (IGDA 1031/1032)

### Singoli
- 1965 Come tomorrow/What did I do wrong? (La Voce Del Padrone 7MQ 1956)
- 1965 Oh no, not my baby/What am I doing wrong? (La Voce Del Padrone 7MQ 1982)
- 1965 Sha la la/John Hardy (La Voce Del Padrone 7MQ 2002)
- 1965 If you gotta go, go now/Stay around (La Voce Del Padrone MQ 2006)
- 1966 Pretty flamingo/You're standing by (La Voce Del Padrone MQ 2037)
- 1966 You gave me somebody to love/Poison ivy (La Voce Del Padrone MQ 2064)
- 1966 Just like a woman/I wanna be rich (Fontana 267 610 TF)
- 1967 Semi-detached suburban Mr. James/Morning after the party (Fontana 267 640 TF)
- 1967 Ha! Ha! Said the clown/Feeling so good (Fontana 267 698 TF)
- 1967 Sweet pea/One way (Fontana 267 716 TF)
- 1967 So long dad/Funniest gig (Fontana – 267 753 TF)
- 1968 Mighty Quinn/By Request - Edwin Garvey (Fontana 267 798 TF)
- 1968 My name is Jack/There is a man (Fontana 267 851 TF)
- 1969 Fox on the run/Too many people (Fontana 267 906 TF)
- 1969 Ragamuffin man/A "b" side (Fontana 267 934 TF)
- 1970 Happy being me/Devil woman (Vertigo 6059 012)
- 1975 The might Quinn/Just like a woman (Philips 6006 522)